# Ars-en-Ré

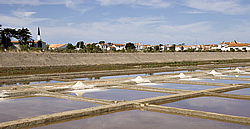

Ars-en-Ré – miejscowość i gmina we Francji, w regionie Nowa Akwitania, w departamencie Charente-Maritime.
Według danych na rok 1990 gminę zamieszkiwało 1165 osób, a gęstość zaludnienia wynosiła 106 osób/km² (wśród 1467 gmin regionu Poitou-Charentes Ars-en-Ré plasuje się na 254. miejscu pod względem liczby ludności, natomiast pod względem powierzchni na miejscu 780.).